# St. Georg (Walpersdorf)

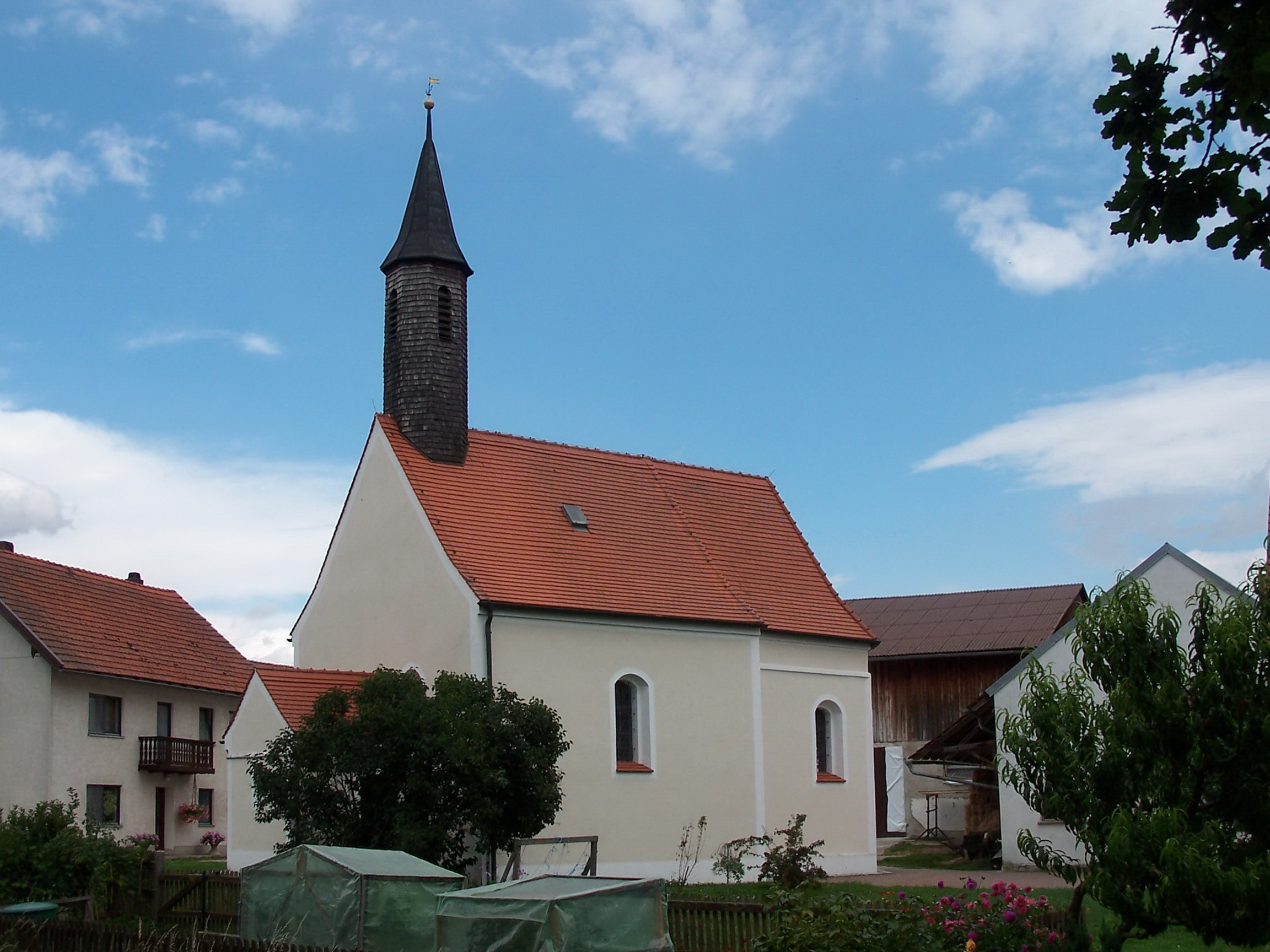
Außenansicht der Nebenkirche St. Georg von Südwesten

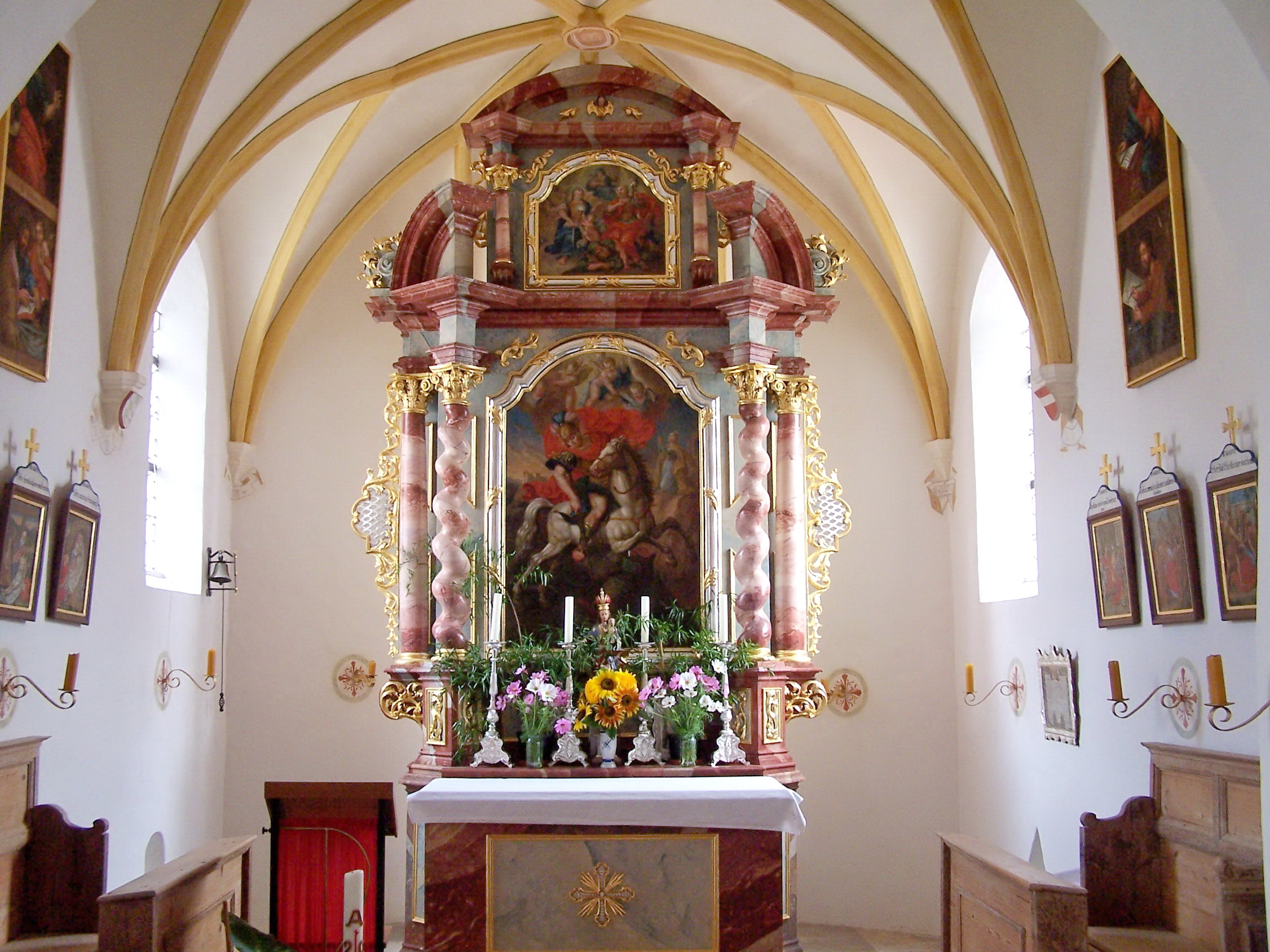
Innenraum

Die römisch-katholische Nebenkirche St. Georg in Walpersdorf, einem Gemeindeteil von Neufahrn in Niederbayern, ist eine kleine, spätgotische Saalkirche mit Dachreiter, die in der zweiten Hälfte des 15. Jahrhunderts erbaut wurde. Sie wurde unter anderem 1855 und 1911 renoviert. Im Jahr 1438 wurde Walpersdorf in einer Matrikel als Pfarrei erwähnt.
Das Gotteshaus mit dem Patrozinium des heiligen Georg (Gedenktag: 23. April) ist als Baudenkmal mit der Nummer D-2-74-153-19 beim Bayerischen Landesamt für Denkmalpflege eingetragen. Kirchlich gesehen ist Walpersdorf Teil der Pfarrei St. Andreas in Hofendorf, die wiederum von der Pfarreiengemeinschaft Neufahrn seelsorgerisch betreut wird.

## Architektur

### Außenbau
Der nach Osten ausgerichtete, verputzte Backsteinbau umfasst einen eingezogenen Chor mit zwei Jochen und dreiseitigem Schluss sowie ein Langhaus mit nur einer Fensterachse. Beide Baukörper besitzen ein Satteldach mit gleicher Firsthöhe, wobei die Dachneigung des Chores aufgrund der geringeren Breite etwas steiler ist. Der Chor wird außen durch Dreieckslisenen und ein gekehltes Friesband unterhalb des Dachansatzes gegliedert. Das Langhaus weist bis auf den Sockel, der den gesamten Bau umläuft, keinerlei Gliederung auf.
Die Fensteröffnungen sind stichbogig verändert. Das stichbogige, gefaste Westportal ist durch eine kleine, in jüngerer Zeit angebaute Vorhalle geschützt. Über der Westfassade erhebt sich ein achtseitiger, schindelverkleideter Dachreiter, dessen Spitzhelm mit Kupferblech verkleidet ist.

### Innenraum
Der Chorraum wird von einem spätgotischen Netzgewölbe mit birnstabförmigen Rippen überspannt, die auf zwei große, tellerförmige Schlusssteine zulaufen. Die Rippen entspringen aus polygonalen Konsolen mit konkav eingezogenen Seiten und vorgelegten Wappenschilden. Den Übergang zum Langhaus vermittelt ein spitzbogiger, gefaster Chorbogen. Im Schiff ist eine Flachdecke eingezogen, im rückwärtigen Bereich eine stützenfreie Holzempore.

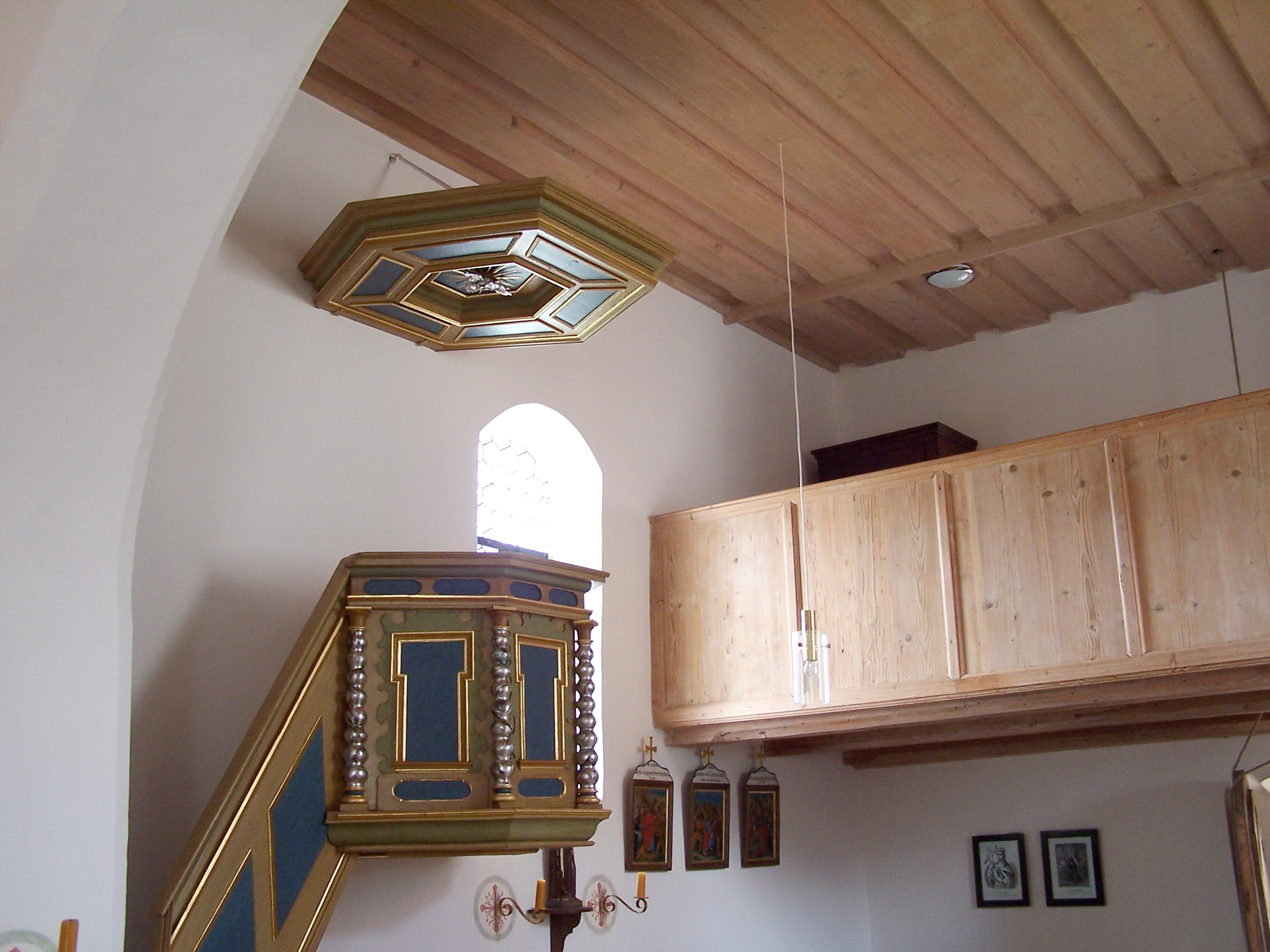
Barocke Kanzel

## Ausstattung
Der barocke Hochaltar aus der Zeit um 1720/30 umfasst einen viersäuligen Aufbau, wobei das innere Säulenpaar gewunden ist, und einen zweisäuligen Auszug zwischen zwei Schenkeln eines Segmentgiebels. Er ist reich mit teils vergoldeten Akanthusranken und Gitterwerk verziert. Die früheren seitlichen Durchgänge wurden zwischenzeitlich entfernt. Auf dem Hauptbild ist der Kirchenpatron Georg zu Pferde dargestellt, auf dem Oberbild die Heiligen Barbara und Katharina.
Zu beiden Seiten des Chorbogens ist je ein spätgotischer Altarflügel aus der Zeit um 1480 angebracht. Die Vorderseiten sind mit Flachreliefs der Heiligen Barbara (links) und Katharina (rechts) verziert. Auf den Rückseiten ist jeweils ein heiliger Bischof, darunter der heilige Nikolaus, dargestellt. Die einfache, barocke Kanzel umfasst einen polygonalen Korpus, der mit gewundenen Ecksäulchen verziert ist, und einen ebenso geformten Schalldeckel, auf dessen Unterseite die Heilig-Geist-Taube im Relief dargestellt ist. Gegenüber der Kanzel ist eine Barockfigur der heiligen Veronika mit dem Schweißtuch Christi angebracht.
Die gemalten Kreuzwegtafeln mit Beschreibung in Frakturschrift wurden 1846 geschaffen.